# Ronde van Piemonte 1906
De eerste editie van de Ronde van Piemonte (ook wel bekend als Gran Piemonte) werd verreden op 13 mei 1906. 
De eerste editie werd gewonnen door Giovanni Gerbi.

## Uitslag
| Plaats  | Naam                 | tijd       |
| ------- | -------------------- | ---------- |
| Winnaar | Giovanni Gerbi       | 4u11'55"   |
| 2       | Battista Danes       | + 41'36"   |
| 3       | Luigi Ganna          | + 48'33"   |
| 4       | Carlo Galetti        | + 56'57"   |
| 5       | Ferruccio Mirancelli | + 1u08'10" |
| 6       | Mario Gaioni         | + 1u08'17" |
| 7       | Cesare Brambilla     | + 1u30'33" |
| 8       | Alfredo Jacorossi    | + 1u37'04" |
| 9       | Eberardo Pavesi      | + 1u58'48" |
| 10      | Giovanni Rossignoli  | + 2u11'55" |

1906 · 1907 · 1908 · 1909 · 1910 · 1911 · 1912 · 1913 · 1914 · 1915 · 1916 · 1917 · 1918 · 1919 · 1920 · 1921 · 1922 · 1923 · 1924 · 1925 · 1926 · 1927 · 1928 · 1929 · 1930 · 1931 · 1932 · 1933 · 1934 · 1935 · 1936 · 1937 · 1938 · 1939 · 1940 · 1941 · 1942 · 1943 · 1944 · 1945 · 1946 · 1947 · 1948 · 1949 · 1950 · 1951 · 1952 · 1953 · 1954 · 1955 · 1956 · 1957 · 1958 · 1959 · 1960 · 1961 · 1962 · 1963 · 1964 · 1965 · 1966 · 1967 · 1968 · 1969 · 1970 · 1971 · 1972 · 1973 · 1974 · 1975 · 1976 · 1977 · 1978 · 1979 · 1980 · 1981 · 1982 · 1983 · 1984 · 1985 · 1986 · 1987 · 1988 · 1989 · 1990 · 1991 · 1992 · 1993 · 1994 · 1995 · 1996 · 1997 · 1998 · 1999 · 2000 · 2001 · 2002 · 2003 · 2004 · 2005 · 2006 · 2007 · 2008 · 2009 · 2010 · 2011 · 2012 · 2013 · 2014 · 2015 · 2016 · 2017 · 2018 · 2019 · 2020 · 2021 · 2022 · 2023 · 2024